# Bill Black
Pour les articles homonymes, voir Black.
Bill Black, né William Patton Black, Jr., né 17 septembre 1926 à Memphis dans le Tennessee et mort le 21 octobre 1965 dans la même ville, est un musicien américain. Il fut bassiste d'Elvis Presley dans les années 1950 avant de fonder The Bill Black's Combo, groupe instrumental qui remporta un certain succès. Il est mort de maladie avant ses quarante ans.

## Carrière musicale
Bill Black est né à Memphis, Tennessee dans une famille de neuf enfants au revenu moyen. Son père était un opérateur de train pour la Memphis Street Railway. Bill a commencé à jouer de la musique sur une boîte de cigare clouée sur une planche et attachée avec des cordes que son père avait fabriqué. La famille Black aimait jouer de la musique. Le père jouait notamment du violon et du banjo et il aimait jouer des titres comme « A hoedown », « Old Joe Clark », « Sally Good'n »
À l'âge de seize ans, Bill jouait dans les bars locaux et les clubs. La musique interprétée dans ces endroits attiraient notamment les travailleurs des industries. Bill jouait de la guitare acoustique dans un mélange de sons qu'il décrivait comme étant de la musique « honky-tonk » (de la pop musique pour danser, du country standard et du jump blues).
Au début des années 1950, la famille Black résidait au Lauderdale Courts, un complexe d'habitations à Memphis. Plusieurs enfants de la famille Black firent leurs études à l'école Humes High School, la même école où Elvis Presley reçut son diplôme. D'ailleurs, Ken R. Black, le plus jeune de la famille Black avait un an de différence avec Elvis. À cette époque, Bill avait déjà quitté le foyer familial pour faire son service militaire.
Selon le chanteur Glen Glenn, Bill Black admirait les Maddox Brothers and Rose. C'est grâce à ce groupe qu'il a appris à jouer de la basse, à devenir un meneur de foule avec humour. Lorsqu'il a commencé à jouer de la musique avec Scotty Moore, il s'était noirci les dents et il portait un chapeau de paille et des salopettes pour faire rire l'assistance ».

## The Blue Moon Boys
Au début de juillet 1954, Sam Phillips, du studio Sun Records, fit signer un contrat à Elvis Presley et au guitariste Scotty Moore. C'est ainsi qu'il fit appel à Bill Black pour accompagner Elvis et Scotty en studio. La première rencontre se fit dans la maison de Scotty. Amoureux des ballades des crooners, Elvis chantait des titres comme « Because of You », « I Love You Because » and « Just Because ». Aussitôt qu'Elvis quitta les lieux, Bill Black fit cette remarque « Il ne m'impressionne pas tant que ça! »
Le trio a repris une douzaine de chansons, allant du country traditionnel, de la chanson « Harbor Lights » de Bing Crosbytime.com jusqu'au Gospel.
En juillet 1954, lors de l'enregistrement de la chanson That's All Right Mama au studio Sun Records, c'est Bill Black qui fit le choix d'inclure le titre Blue Moon of Kentucky du chanteur Bill Monroe. Scotty Moore dit « Nous savions tous que nous avions besoin de quelque chose et les choses semblaient sans espoir après quelques moments. Bill est celui qui est arrivé avec Blue Moon of Kentucky… Nous avions pris une petite pause et nous avons commencé à jouer sur la contrebasse en chantant Blue Moon of Kentucky tout en se moquant de Bill Monroe en chantant avec une voix haute. Elvis est venu nous rejoindre, nous avons commencé à jouer et chanter avec lui. Elvis Presley, Scotty et Bill, avec les encouragements de Sam Phillips, ont transformé la valse lente de Monroe (temps 3/4) dans un tempo accéléré à saveur Blues en 4/4. ».
Après une première interprétation de la chanson, le propriétaire du studio Sun Records, Sam Phillips, dit « Mon homme, c'est bien, c'est bien. C'est une chanson pop maintenant ! » Elvis dit, « Cela sonne comme Carl Perkins! » Comme sur tous les disques d'Elvis enregistrés par la Sun Records, les artistes furent nommés « ELVIS PRESLEY, SCOTTY and BILL » sur les étiquettes de la compagnie de disques,.
Avec cette version d'Elvis, la chanson de Bill Monroe grimpa rapidement dans les classements des stations de radio de tous les états du sud des États-Unis.
Pendant que les chansons That's Alright/Blue Moon of Kentucky étaient jouées à la radio de Memphis, les Blue Moon Boys, comme on les nommait, jouaient dans les clubs locaux dont le Bon Aire Club et le Eagle's Nest, en essayant de se faire une réputation.
Bill Black a suivi Scotty quand le contrat d'Elvis fut vendu à la RCA. Cependant, lors de la réédition des titres Mystery Train et I Forgot to Remember to Forget, leurs noms ne furent pas crédités sur l'étiquette du disque,
C'est ainsi que Bill Black a joué de la contrebasse sur les premières chansons d'Elvis dont Good Rockin' Tonight, Heartbreak Hotel, Baby Let's Play House, Mystery Train, That's All Right (Mama), Hound Dog et devint finalement un des premiers joueurs de contrebasse qui utilisera la guitare basse dans la musique populaire. Notamment, sur Jailhouse Rock à la fin des années 1950.
Bill Black, Scotty Moore et le batteur D.J. Fontana vont partir en tournées avec Elvis. Bill était extraverti et souvent bouffon. Lui et Elvis faisaient souvent des petits numéros comiques qu'ils inséraient occasionnellement dans leurs concerts.  Sur scène, la personnalité de Bill Black contrastait avec la personnalité introvertie de Scotty Moore. Cela balançait parfaitement les prestations d'Elvis.
Pendant les sessions d'enregistrements d'avril 1957 pour la chanson Jailhouse Rock, Bill Black jouait avec une Fender Precision Bass
Le 21 septembre 1957, Bill et Scotty quittèrent Elvis et informèrent la presse de Memphis que la raison de leur départ était une question d'argent. Black avait mentionné ceci : « Scotty et moi n'avons pas cinquante dollars pour nous deux.
Bill Black continua à travailler avec Elvis jusqu'en 1958. Il quitta le groupe en raison d'une dispute concernant les termes financiers entourant le contrat d'enregistrement. Lui et Scotty Moore avaient pris 1/4 des royalties au départ de la carrière d'Elvis, mais même si leur carrière était lancée avec la RCA depuis 1956, le Colonel Tom Parker leur donnait seulement 200,00 $ par semaine comme salaire.

## The Bill Black's Combo
Au début de 1957, Bill Black avait l'intention de monter un groupe avec le chanteur de rockabilly Glen Glenn. Celui-ci devait devenir le chanteur soliste du groupe qui se serait nommé The Continentals. Cependant, Glen fut appelé pour faire son service militaire et le projet ne se réalisa pas.
Après avoir coupé ses liens avec la RCA et Elvis, Bill Black avait une vision précise d'un son simple et dansant. En 1959, Bill Black rejoignit un groupe de Memphis qui devint The Bill Black's Combo. Le label Hi Records enregistra en décembre leur premier morceau, intitulé Smokie (HL 12001). « Smokie, Part 2 » fut au numéro 17 des chansons pop et fut numéro un sur les listes de la musique « noire ». La chanson fit le Top 20 au Billboard Hot 100.
Un autre titre intitulé, White Silver Sands (Hi 2021) atteignit le Top 10 hit à la position (# 9) et, comme ses prédécesseurs, atteignit le titre des chansons R&B pendant quatre semaines.
Le Bill Black's Combo conserva la formule de leur titre Smokie pour leurs titres suivants. Ils eurent huit titres simples au Top 40 entre 1959 et 1962, dont White Silver Sands (U.S. #9), Josephine (U.S. #18), Don't Be Cruel (U.S. #11), Blue Tango (U.S. #16) et Hearts of Stone (U.S. #20). Autre réussite, leur single Saxy Jazz resta une année entière dans le top 100.
Le Bill Black's Combo fit une apparition dans le film The Teenage Millionaire en 1961 et à l'émission The Ed Sullivan Show, où ils firent un medley de chansons dont Don't Be Cruel, Cherry Pink et Hearts of Stone, et furent votés numéro un au Billboard dans la catégorie groupe instrumental en 1961.
Leur musique fut décrite comme un « mélange dansant » combinant la pop, la country, le blues et le rock.
Le 9 décembre 1962, Bill Black donna une entrevue au Memphis Commercial Appeal. Il dit que ses disques se vendaient très bien en Angleterre, en Afrique, en Australie et même en Afrique du Sud.

## Lyn Lou Studio
En 1962, Bill Black ouvrit un studio qu'il nomma Lyn Lou Studio (en l'honneur de son fils et de sa fille) sur Chelsa Street à Memphis, avec son ingénieur de son et producteur Larry Rogers (Studio 19, Nashville).
Au début de 1963, Bill Black avait envoyé de deux à cinq versions différentes de son groupe dans plusieurs régions des États-Unis en même temps. Pendant ce temps, il resta à Memphis pour se concentrer sur son entreprise, sa famille et sa santé.

## Maladie et mort
En 1963, Bob Tucker rejoignit le Bill Black Combo comme gérant de tournée et joueur de guitare et de contrebasse. Bill Black était déjà malade et il était incapable de voyager à cause d'une tumeur au cerveau qui allait causer sa mort en 1965. En 1964, The Bill Black Combo laissa sa marque dans l'histoire de la musique en faisant la première partie de la tournée des Beatles dans treize villes américaines après l'apparition du groupe à l'émission The Ed Sullivan Show. Bill Black lui-même n'était pas assez en forme pour faire la tournée.
Après deux opérations et de longs séjours à l'hôpital, Bill Black est mort d'une tumeur au cerveau le 21 octobre 1965. Il avait 39 ans. Il fut inhumé au Forest Hill Cemetery de Memphis. Elvis Presley fut critiqué pour ne pas avoir assisté à ses funérailles : il avait considéré que sa présence aurait transformé celles-ci en cirque médiatique. Il préféra visiter la famille Black en privé après les funérailles pour offrir ses condoléances. Selon Louis Black (fils de Bill), Elvis dit, « Si vous avez besoin de quoi que ce soit, faites-moi le savoir et ce sera à vous. »
La veuve de Bill vendit à Bob Tucker et Larry Rogers le droit d'utiliser le nom du groupe The Bill Black Combo. Le groupe changea de style pour se tourner vers la country lorsqu'il signa avec la Columbia Records. Il remporta le prix du Groupe instrumental de l'année au Billboard's Country en 1976.

## Son héritage
Le Bill Black Combo enregistra plus de vingt albums. Il fit la tournée des États-Unis et de l'Europe et remporta à deux occasions le prix du meilleur groupe instrumental en Amérique en 1966 et 1967. Bob Tucker a travaillé pour l'Université de Memphis comme professeur d'affaires musicales tout en étant meneur du meilleur groupe du style Honky Tonk en Amérique.
La contrebasse de Bill Black appartient aujourd'hui à Paul McCartney, qui le reçut comme cadeau d'anniversaire de la part de son épouse Linda McCartney à la fin des années 1990. L'instrument peut être vu dans le vidéo clip de la chanson Baby's Request. Dans le documentaire The World Tonight, on peut voir McCartney jouant avec cet instrument tout en faisant une interprétation de Heartbreak Hotel. En 2005, l'acteur Clay Steakley joua le rôle de Bill Black dans la minisérie Elvis.